# Zaporozec
Zaporozhets' (em ucraniano:  Запорожець) é uma marca de carros soviéticos e ucranianos, produzidos pela empresa ZAZ, na cidade de Zaporójia. O veículo é movido por um característico motor V4 refrigerado a ar, e possui motor na traseira.